# Fira de la cirera d'en Roca
La Fira de la Cirera d'en Roca és una fira d'agricultura i gastronomia que se celebra cada any el 24 de juny a Arenys de Munt des de l'any 2000, poble de la comarca del Maresme, a causa de la importància de la cirera a la pagesia de la zona.
Els orígens del conreu de cirerers a Arenys de Munt es remunta al segle xix. La plaga de la fil·loxera afectà greument els conreus tradicionals de vinya i aleshores el pagesos hagueren de buscar un conreu alternatiu. Una d'aquestes famílies foren els Roca, que van trobar aquesta varietat nova de cirera en un cirerer a l'Empordà, dugueren esqueixos a Arenys i els van empeltar en un de bord, quan els empelts van donar fruit el resultat fou millor de tot el que existia per la zona. A partir d'eixe moment es va estendre per la comarca.
Aquesta varietat, degut a les característiques del sòl i del clima va adquirir una personalitat pròpia. És una varietat de carn forta, color groc i vermell, dolça i àcida a la vegada amb propietats organolèptiques. Des de l'any 2001, l'Ajuntament treballa amb els pagesos d'Arenys, de cara a assolir un reconeixement de la varietat local. A més, es treballa conjuntament amb l'Institut de Recerca i Tecnologia Agroalimentàries (IRTA) per registrar la marca, millorar-ne la varietat, etc. Cada any per la diada de Sant Joan (24 de juny) se celebra la fira, que és quan la fruita està al seu millor moment, i durant aquests dies els restaurants de la zona realitzen plats dedicats a aquest aliment.